# Kalaharivka, Huseatîn
Kalaharivka (în ucraineană Калагарівка) este localitatea de reședință a comunei Kalaharivka din raionul Huseatîn, regiunea Ternopil, Ucraina.

## Demografie
Componența lingvistică a localității Kalaharivka
     Ucraineană (99,85%)
     Alte limbi (0,15%)
Conform recensământului din 2001, majoritatea populației localității Kalaharivka era vorbitoare de ucraineană (99,85%), existând în minoritate și vorbitori de alte limbi.